# Gampsocera lunifer
Gampsocera lunifer är en tvåvingeart som beskrevs av Becker 1911. Gampsocera lunifer ingår i släktet Gampsocera och familjen fritflugor. Inga underarter finns listade i Catalogue of Life.